# MFK Havířov
MFK Havířov je český fotbalový klub z Havířova, hrající od sezóny 2007/08 Moravskoslezskou divizi, skupina F. Klub vznikl v roce 2006 sloučením klubů FK Havířov a FK Slovan Havířov. Své domácí zápasy hraje na městském stadiónu v Havířově-Prostřední Suché, který by po malých úpravách mohl splňovat podmínky pro 1. českou fotbalovou ligu. Klubovými barvami jsou modrá a bílá.

## Historie

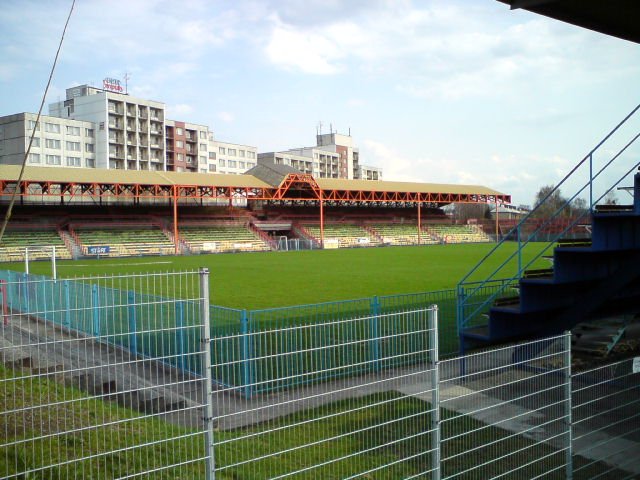
Stadion Dukla

FK Havířov vznikl v roce 1922, tehdy jako ČSK Moravská Suchá. Přezdívku „Indiáni“ si našli v roce 1931 při turnaji v Karviné. Přezdívka vznikla podle amerických motorek, které se zde před válkou prodávaly.
Mezi největší úspěchy Indiánů patří zejména deset let strávených ve 2. lize nepřetržitě od ročníku 1987/1988 až do pádu v sezóně 1996/1997. Mezi nezapomenutelné patří také účast v semifinále dnešního Poháru ČMFS v sezóně 1985/1986, kdy tehdy Baník Havířov podlehl před 6 tisíci diváky Dukle Praha 1:6. Dalším úspěchem v národním poháru byly také dvě čtvrtfinálové účasti. V sezóně 1990/1991 podlehl Baník ve čtvrtfinále Spartě Praha 0:2. Utkání sledovalo tři tisíce diváků. O sezónu později se Indiáni střetli taktéž ve čtvrtfinále s Baníkem Ostrava, kterému podlehli 1:4.
Po pádu z 2. ligy v sezóně 1996/1997 se Indiáni díky tehdejšímu vedení nevyhnuli bankrotu a přišla šestiletá nečinnost mužského oddílu. V sezóně 2003/2004 se mužský tým přihlásil do nejnižší soutěže na Karvinsku. Z výkonnostně hodnocené osmé ligy, Okresního přeboru, následoval rok co rok postup. V roce 2006 klub zanikl sloučením s FK Slovan Havířov do nově vzniklého MFK Havířov.

### Historické názvy
- 1922 – SK Beskyd Suchá (Sportovní klub Suchá)
- 19?? – AFK Suchá (Atletický fotbalový klub Suchá)
- 19?? – SK Beskyd Havířov (Sportovní klub Beskyd Havířov)
- 19?? – Baník Dukla Havířov
- 19?? – Baník Dukla Suchá
- 19?? – TJ Dolu Dukla Suchá (Tělovýchovná jednota Dolu Dukla Suchá)
- 19?? – TJ Baník Havířov (Tělovýchovná jednota Baník Havířov)
- 19?? – FK Baník Havířov (Fotbalový klub Baník Havířov)
- 2003 – FK Havířov (Fotbalový klub Havířov)
- 2006 – MFK Havířov (Městský fotbalový klub Havířov)

## Umístění v jednotlivých sezonách
Legenda: Z - zápasy, V - výhry, R - remízy, P - porážky, VG - vstřelené góly, OG - obdržené góly, +/- - rozdíl skóre, B - body, červené podbarvení - sestup, zelené podbarvení - postup, fialové podbarvení - reorganizace, změna skupiny či soutěže
| Československo (1960 – 1993)                  |                                            |        |     |     |     |     |     |     |     |     |        |
| Sezóny                                        | Liga                                       | Úroveň | Z   | V   | R   | P   | VG  | OG  | +/- | B   | Pozice |
| 1960/61                                       | Severomoravský krajský přebor              | 3      | 26  | 6   | 5   | 15  | 43  | 74  | −31 | 17  | 13.    |
| 1961/62                                       | I. A třída Severomoravského kraje – sk. ?  | 4      | 26  | ... | ... | ... | ... | ... | ... |     |        |
| 1962/63                                       | Severomoravský krajský přebor              | 3      | 26  | 16  | 4   | 6   | 71  | 58  | +13 | 36  | 3.     |
| 1963/64                                       | Severomoravský krajský přebor              | 3      | 26  | 11  | 2   | 13  | 48  | 57  | −9  | 24  | 8.     |
| 1964/65                                       | Severomoravský krajský přebor              | 3      | 26  | 9   | 1   | 16  | 40  | 58  | −18 | 19  | 11.    |
| 1965/66                                       | Severomoravský oblastní přebor             | 4      | 26  | ... | ... | ... | ... | ... | ... |     |        |
| 1966/67                                       | Severomoravský oblastní přebor             | 4      | 26  | 10  | 4   | 12  | 44  | 50  | −6  | 24  | 7.     |
| 1967/68                                       | Severomoravský oblastní přebor             | 4      | 26  | 9   | 7   | 10  | 36  | 35  | +1  | 25  | 8.     |
| 1968/69                                       | Severomoravský oblastní přebor             | 4      | 26  | 8   | 5   | 13  | 37  | 48  | −11 | 21  | 9.     |
| 1969/70                                       | Severomoravský župní přebor                | 5      | 26  | ... | ... | ... | ... | ... | ... |     |        |
| 1970/71                                       | Severomoravský župní přebor                | 5      | 26  | ... | ... | ... | ... | ... | ... |     |        |
| 1971/72                                       | Severomoravský župní přebor                | 5      | 26  | ... | ... | ... | ... | ... | ... |     |        |
| 1972/73                                       | Severomoravský krajský přebor              | 5      | 30  | ... | ... | ... | ... | ... | ... |     | 1.     |
| 1973/74                                       | Divize D                                   | 4      | 30  | 15  | 12  | 3   | 59  | 24  | +35 | 42  | 2.     |
| 1974/75                                       | Divize D                                   | 4      | 30  | 18  | 8   | 4   | 52  | 24  | +28 | 44  | 1.     |
| 1975/76                                       | 3. liga – sk. B                            | 3      | 30  | 12  | 6   | 12  | 35  | 38  | −3  | 30  | 10.    |
| 1976/77                                       | 3. liga – sk. B                            | 3      | 30  | 10  | 13  | 7   | 31  | 32  | −1  | 33  | 9.     |
| 1977/78                                       | 1. ČNFL – sk. B                            | 2      | 30  | 10  | 9   | 11  | 36  | 38  | −2  | 29  | 8.     |
| 1978/79                                       | 1. ČNFL – sk. B                            | 2      | 30  | 8   | 7   | 15  | 25  | 31  | −6  | 23  | 15.    |
| 1979/80                                       | Divize D                                   | 3      | 30  | 21  | 4   | 5   | 58  | 25  | +33 | 46  | 2.     |
| 1980/81                                       | Divize D                                   | 3      | 30  | 16  | 7   | 7   | 47  | 26  | +21 | 39  | 3.     |
| 1981/82                                       | 2. ČNFL – sk. B                            | 3      | 30  | 11  | 7   | 12  | 37  | 37  | 0   | 29  | 9.     |
| 1982/83                                       | 2. ČNFL – sk. B                            | 3      | 30  | 12  | 7   | 11  | 50  | 38  | +12 | 31  | 4.     |
| 1983/84                                       | 2. ČNFL – sk. B                            | 3      | 30  | 12  | 6   | 12  | 46  | 39  | +7  | 30  | 9.     |
| 1984/85                                       | 2. ČNFL – sk. B                            | 3      | 30  | 11  | 4   | 15  | 48  | 42  | +6  | 26  | 10.    |
| 1985/86                                       | 2. ČNFL – sk. B                            | 3      | 30  | 11  | 13  | 6   | 44  | 34  | +10 | 35  | 6.     |
| 1986/87                                       | 2. ČNFL – sk. B                            | 3      | 30  | 19  | 4   | 7   | 53  | 26  | +27 | 55  | 1.     |
| 1987/88                                       | 1. ČNFL                                    | 2      | 28  | 9   | 7   | 12  | 29  | 35  | −6  | 25  | 8.     |
| 1988/89                                       | 1. ČNFL                                    | 2      | 30  | 14  | 8   | 8   | 41  | 34  | +7  | 36  | 4.     |
| 1989/90                                       | 1. ČNFL                                    | 2      | 30  | 11  | 8   | 11  | 46  | 40  | +6  | 30  | 9.     |
| 1990/91                                       | 1. ČNFL                                    | 2      | 30  | 11  | 9   | 10  | 41  | 35  | +6  | 31  | 7.     |
| 1991/92                                       | Českomoravská fotbalová liga               | 2      | 30  | 10  | 9   | 11  | 34  | 40  | −6  | 29  | 9.     |
| 1992/93                                       | Českomoravská fotbalová liga               | 2      | 30  | 6   | 12  | 12  | 31  | 49  | −18 | 24  | 12.    |
| Česko (1993 – )                               |                                            |        |     |     |     |     |     |     |     |     |        |
| Sezóna                                        | Liga                                       | Úroveň | Z   | V   | R   | P   | VG  | OG  | +/- | B   | Pozice |
| 1993/94                                       | 2. liga                                    | 2      | 30  | 11  | 12  | 7   | 33  | 32  | −1  | 34  | 5.     |
| 1994/95                                       | 2. liga                                    | 2      | 34  | 11  | 6   | 17  | 41  | 53  | −12 | 39  | 16.    |
| 1995/96                                       | 2. liga                                    | 2      | 30  | 7   | 14  | 9   | 40  | 45  | −5  | 35  | 12.    |
| 1996/97                                       | 2. liga                                    | 2      | 30  | 4   | 8   | 18  | 19  | 55  | −36 | 20  | 16.    |
| V letech 1997 až 2003 byl klub bez A-mužstva. |                                            |        |     |     |     |     |     |     |     |     |        |
| 2003/04                                       | Okresní přebor Karvinska                   | 8      | ... | ... | ... | ... | ... | ... | ... | ... | 1.     |
| 2004/05                                       | I. B třída Moravskoslezského kraje – sk. C | 7      | 26  | 17  | 3   | 6   | 71  | 40  | +31 | 54  | 1.     |
| 2005/06                                       | I. A třída Moravskoslezského kraje – sk. B | 6      | 26  | 21  | 2   | 3   | 76  | 26  | +50 | 65  | 1.     |
| 2006/07                                       | Přebor Moravskoslezského kraje             | 5      | 30  | 14  | 10  | 6   | 51  | 35  | +16 | 52  | 3.     |
| 2007/08                                       | Divize E                                   | 4      | 30  | 10  | 7   | 13  | 33  | 44  | −11 | 37  | 12.    |
| 2008/09                                       | Divize E                                   | 4      | 30  | 10  | 11  | 9   | 40  | 41  | −1  | 41  | 7.     |
| 2009/10                                       | Divize E                                   | 4      | 30  | 11  | 5   | 14  | 42  | 45  | −3  | 38  | 11.    |
| 2010/11                                       | Divize E                                   | 4      | 28  | 10  | 3   | 15  | 51  | 60  | −9  | 33  | 12.    |
| 2011/12                                       | Divize E                                   | 4      | 30  | 10  | 5   | 15  | 47  | 51  | −4  | 35  | 13.    |
| 2012/13                                       | Divize E                                   | 4      | 30  | 11  | 7   | 12  | 43  | 45  | −2  | 40  | 11.    |
| 2013/14                                       | Divize E                                   | 4      | 30  | 14  | 2   | 14  | 47  | 57  | −10 | 44  | 6.     |
| 2014/15                                       | Divize E                                   | 4      | 30  | 11  | 9   | 10  | 51  | 52  | −1  | 42  | 8.     |
| 2015/16                                       | Divize E                                   | 4      | 30  | 10  | 5   | 15  | 37  | 56  | −19 | 35  | 12.    |
| 2016/17                                       | Divize E                                   | 4      | 30  | 16  | 4   | 10  | 47  | 40  | +7  | 52  | 3.     |
| 2017/18                                       | Divize E                                   | 4      | 30  | 18  | 5   | 7   | 75  | 41  | +34 | 59  | 3.     |
| 2018/19                                       | Divize E                                   | 4      | 30  | 14  | 4   | 12  | 49  | 56  | -7  | 49  | 9.     |
| ** 2019/20                                    | Divize F                                   | 4      | 13  | 4   | 1   | 8   | 19  | 34  | -15 | 13  | 10.    |
| ** 2020/21                                    | Divize F                                   | 4      | 10  | 5   | 1   | 4   | 22  | 20  | +2  | 16  | 7.     |
| 2021/22                                       | Divize F                                   | 4      | 26  | 9   | 5   | 12  | 39  | 48  | -9  | 32  | 11.    |
| 2022/23                                       | Divize F                                   | 4      | 26  | 9   | 8   | 9   | 40  | 40  | 0   | 35  | 9.     |
| 2023/24                                       | Divize F                                   | 4      | 30  | 14  | 13  | 3   | 61  | 31  | +30 | 55  | 3.     |
| 2024/25                                       | Divize F                                   | 4      | 30  | 20  | 4   | 6   | 96  | 40  | +56 | 64  | 3.     |

**= sezona předčasně ukončena z důvodu pandemie covidu-19
Poznámky:
- 1976/77: Po sezóně proběhla reorganizace nižších soutěží, 3. liga byla zrušena - prvních 9 mužstev postupovalo do 1. ČNFL (2. nejvyšší soutěž), zbylá mužstva sestoupila do příslušných divizních skupin (nově 3. nejvyšší soutěž).
- 1980/81: Po sezóně byla provedena reorganizace nižších soutěží, Divize D je od sezóny 1981/82 jednou ze skupin 4. nejvyšší soutěže. Vzhledem ke zmiňované reorganizaci postoupila 4 mužstva, fakticky však hrála dále v jedné ze skupin 3. nejvyšší soutěže.

## Slavní odchovanci
- Daniel Zítka
- Miroslav Matušovič
- Miroslav Baranek
- David Sourada
- Bronislav Šimša
- Pavel Vrba
- Zdeněk Menoušek
- Ivo Králík

## FK Baník Havířov „B“
FK Baník Havířov „B“ byl rezervní tým Havířova. Klub vznikl v roce 1994 z bývalého týmu Horní Suché. Největšího úspěchu dosáhl klub v sezóně 1994/95, kdy se v Divizi E (4. nejvyšší soutěž) umístil na 9. místě. Hned po sezóně byl ovšem ze soutěže odhlášen.

### Umístění v jednotlivých sezonách
Legenda: Z - zápasy, V - výhry, R - remízy, P - porážky, VG - vstřelené góly, OG - obdržené góly, +/- - rozdíl skóre, B - body, červené podbarvení - sestup, zelené podbarvení - postup, fialové podbarvení - reorganizace, změna skupiny či soutěže
| Česko (1994 – 1995) |          |        |    |    |   |    |    |    |     |    |        |
| Sezóny              | Liga     | Úroveň | Z  | V  | R | P  | VG | OG | +/- | B  | Pozice |
| 1994/95             | Divize E | 4      | 30 | 11 | 7 | 12 | 38 | 37 | +1  | 40 | 9.     |

## Galerie
- Hráč MFK Havířov (Dětmarovice, 2019)
- Brankář a obránce MFK Havířov (2019)
- Venkovní zápas MFK Havířov proti SK Dětmarovice (2019)
- Útočník MFK Havířov (2019)